# 賈桂琳·費南迪斯
賈桂琳·費南迪斯（英語：Jacqueline Fernandez，1985年8月11日—），斯里兰卡女演員及模特兒，主要出演印度寶萊塢電影。她曾是斯里兰卡環球小姐（Miss Universe Sri Lanka）冠軍並在2006年代表斯里兰卡出戰環球小姐比賽。
她的首套宝莱坞电影是2009年的《Aladin》,其後較為成功的电影有《Housefull 2》 及《Race 2》 等等。
費南迪斯出生在巴林，父親是一名因逃离斯里兰卡内战而定居巴林的斯里兰卡伯格人。她亦是一名混血兒、母親是一名馬來西亞空中小姐、而外祖母則是加拿大人。她毕业于澳州悉尼大學的傳理媒體系。

## 外部連結
- 賈桂琳·費南迪斯在互联网电影资料库（IMDb）上的資料（英文）